# Acolasis medina
Coenipeta medina là một loài bướm đêm trong họ Erebidae.